# Hirving Lozano
Hirving Rodrigo Lozano Bahena (Ciutat de Mèxic, 30 de juliol de 1995) és un futbolista professional mexicà, que actualment juga d'extrem al PSV i a la selecció mexicana. Popularment se'l coneix pel seu sobrenom, Chucky.

## Palmarès

### Club
Pachuca
- Liga MX: Clausura 2016
- Lliga de Campions de la CONCACAF: 2016–17

PSV Eindhoven
- Eredivisie: 2017–18, 2023–24

SSC Napoli
- Serie A: 2022–23[6]
- Copa italiana: 2019–20

### Selecció
Mèxic
- Campionat Sub-20 de la CONCACAF: 2015